# Fanfare (Signal)

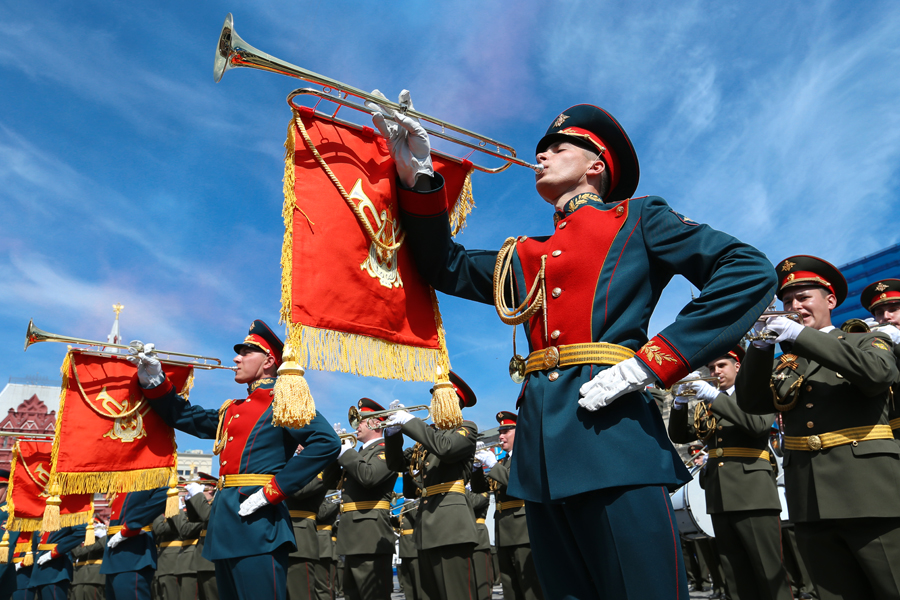
Russische Soldaten mit Fanfarentrompeten während einer Parade (2015)

Eine Fanfare ist ein Tonstück mit Signalcharakter.
Schon im Mittelalter verständigten sich die Jäger mit Klängen aus Tierhörnern. Ab dem 16. Jahrhundert kamen Metallhörner zur Anwendung. Später entwickelte sich Fanfarenmusik für militärische Zwecke in Frankreich, von wo aus sie sich über Europa ausbreitete.
Mit Fanfaren wurden und werden noch heute Ereignisse signalisiert, z. B. das An- und Abblasen der Jagd, das Ankünden von Paraden oder Präsentationen.